# Dobrynek
Dobrynek (także Dobrzynek) – jezioro na Pojezierzu Mrągowskim. Posiada słabo rozwiniętą linię brzegową o długości 2700 m, brzegi są wysokie i strome. Ławica w części opada stromo, są tu dwie głęboczki. Flora wynurzona jest uboga, występuje głównie trzcina. Wśród zanurzonej wyróżniamy rogatek i jaskier. 
Najczęściej występujące ryby to szczupaki, okonie, leszcze i płocie. Ryby drapieżne znajdują się głównie w południowej części jeziora.